# Konungsåren
Konungsåren var en medeltida fogde utsänd av kungen till Hälsingland. Han agerade som kungens ställföreträdare och hade ansvar för skatteindrivningen i området. I egenskap av ställföreträdare hade konungsåren till uppgift att hålla ting och bevaka kungens intressen vid tinget. I detta syfte reste han mellan de olika kungsgårdarna i Norrland. För att underlätta konungsårens uppgifter hade hälsingarna till uppgift att svara för fogdens säkerhet, husrum och vid behov hästar under dennes resor genom området.
Ordledet åre förekommer inte nedskrivet i någon annan fornsvensk text än Hälsingelagen. I samma lagtext nämns att konungsåren ska åtnjuta wæzla som kan härledas till den fornnorska gästfrihetstraditionen viezla och möjligen kan ledet åre härröra från den fornnorska årmannen som också verkade som kunglig ombudsman i Norge.